# Ernst Ullmann
Ernst Ullmann (* 19. Dezember 1928 in Franzendorf über Reichenberg, Tschechoslowakei; † 7. August 2008 in Leipzig) war ein deutscher Kunsthistoriker und von 1971 bis 1993 ordentlicher Professor für Kunstgeschichte an der Universität Leipzig.

## Leben

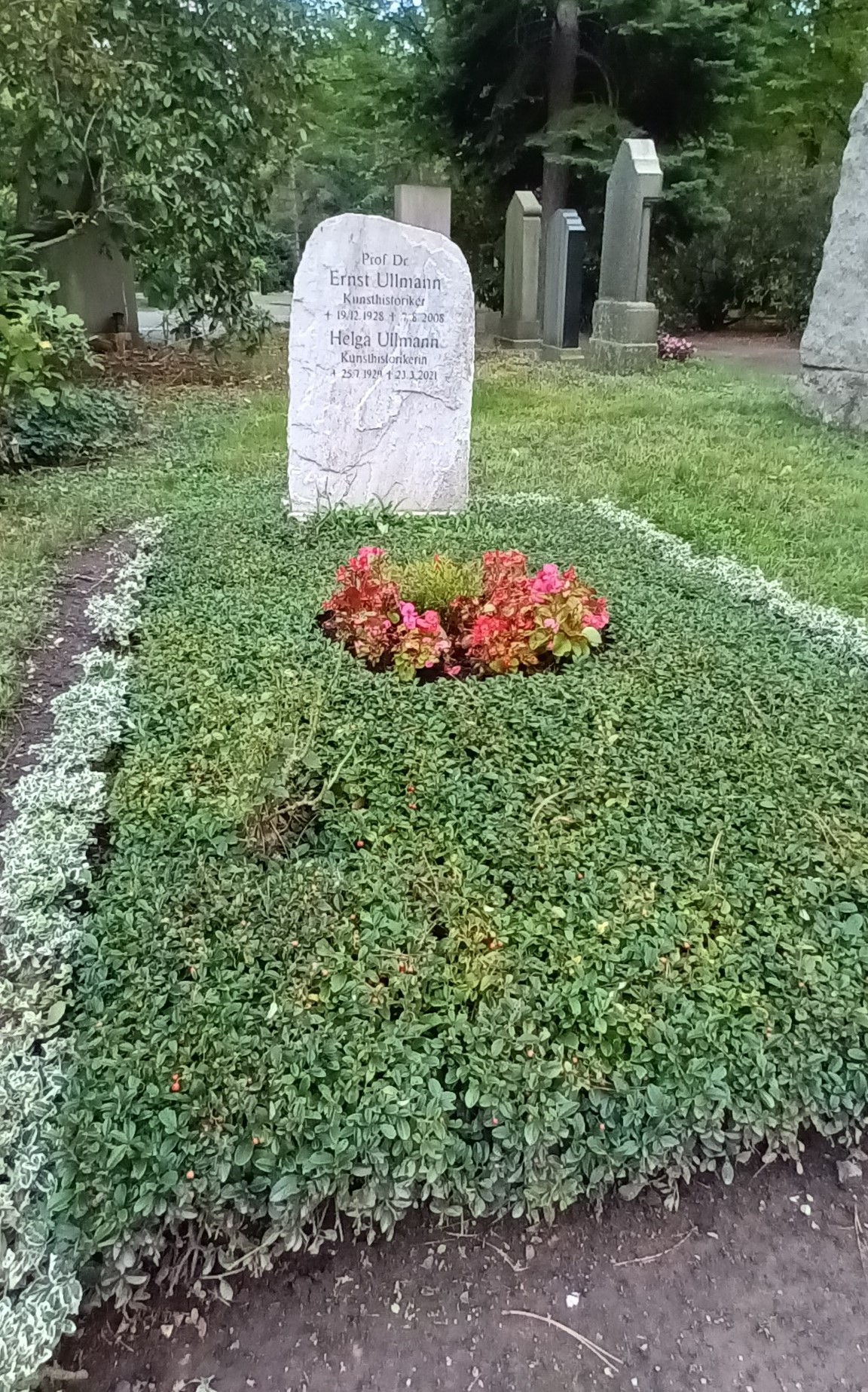
Grabstätte Ernst und Helga Ullmann, Südfriedhof Leipzig

Die Familie Ernst Ullmanns musste 1946 ihre böhmische Heimat verlassen und in die Sowjetische Besatzungszone übersiedeln. Ullmann erwarb 1951 an der Arbeiter-und-Bauern-Fakultät in Halle das Abitur und nahm ein Studium der Kunstgeschichte, Geschichte und Archäologie an der Martin-Luther-Universität Halle-Wittenberg auf. Nach Abschluss des Studiums 1956 wurde er Doktorand an derselben Universität und 1960 mit einer Arbeit über die Baukunst der Zisterzienser zwischen oberer Weser und mittlerer Elbe promoviert. Die Gutachter waren Johannes Jahn und Hans-Joachim Mrusek. Im selben Jahr wurde Ullmann Wissenschaftlicher Oberassistent am Kunsthistorischen Institut der Universität Leipzig, dem er bis zu seiner Pensionierung 1993 angehörte. Er wurde 1964 Dozent für Kunstgeschichte und habilitierte sich 1967 mit einer Studie über August Schmarsow. 1971 berief ihn die Philosophische Fakultät zum ordentlichen Professor für Kunstgeschichte. Zwischen 1964 und 1979 übernahm er mehrfach Leitungsfunktionen im Kunsthistorischen Institut bzw. an der Sektion Kultur- und Kunstwissenschaften.
Ernst Ullmann war verheiratet und hatte vier Kinder.

## Wissenschaftliches Werk
Ullmann folgte dem Vorbild seines akademischen Lehrers und Vorgängers auf dem Leipziger Lehrstuhl Johannes Jahn und widmete Forschung und Lehre der gotischen Architektur und der Bildenden Kunst des Spätmittelalters und der Frühen Neuzeit in Deutschland und Italien. Seine Schwerpunkte waren die Stilgeschichte, die künstlerische Provenienz und die Künstlerbiographie. Auf Tagungen und in Publikationen behandelte er auch den Einfluss der Reformation auf die deutsche Kunst. Einige seiner Monografien, die zumeist im E. A. Seemann Verlag Leipzig erschienen, erlebten mehrere Auflagen.
Während eines Studienaufenthalts am Institute for Advanced Studies in Princeton (New Jersey) im Jahr 1984 erhielt Ullmann Kenntnis von einem Manuskript, an dem der emigrierte deutsch-jüdische Kunsthistoriker Paul Frankl bis zu seinem Tod 1962 gearbeitet hatte und das unveröffentlicht geblieben war. Ullmann gab das in deutscher Sprache vorliegende Manuskript 1988 in Leipzig heraus.
Ullmanns letzte Lebensjahre wurden von einem Ausstellungsskandal überschattet. 2001 hatte er in Zusammenarbeit mit dem Kustos der Leipziger Universität, Rainer Behrends, eine Ausstellung mit Gemälden europäischer Künstler des 16. bis 19. Jahrhunderts aus dem Besitz der in der Schweiz registrierten Limacon-Stiftung des Ehepaares Ferenc und Palma Hamm vorbereitet. Obwohl die Herkunft und Datierung einiger der Gemälde schon seit längerem von Fachleuten angezweifelt wurden, öffnete die Ausstellung am 15. Juni 2001. Sie erregte aber so viel Kritik, dass sich die Universität genötigt sah, die Ausstellung vorzeitig zu schließen und den Ausstellungskatalog aus dem Verkehr zu ziehen. Bei einigen Gemälden handelte es sich wahrscheinlich um Werke von Nachahmern, wenn nicht gar um Fälschungen.
Ullmann war unter anderem Mitglied des Nationalkomitees für Kunstgeschichte der DDR (1968–1990), Mitglied des Comité International d’Histoire de l’Art (CIHA, seit 1977), Ordentliches Mitglied der Sächsischen Akademie der Wissenschaften zu Leipzig (seit 1981) und Korrespondierendes Mitglied der Braunschweigischen Wissenschaftlichen Gesellschaft (seit 1993).

## Ehrungen
- 1982: Vaterländischer Verdienstorden der DDR in Bronze
- 1983: Gustav-Hertz-Preis der Karl-Marx-Universität Leipzig
- 1985: Nationalpreis der DDR II. Klasse für Wissenschaft und Technik

## Veröffentlichungen (Auswahl)
- Gotik, Seemann-Verlag, Leipzig 1969; 4. Aufl., 1986; überarbeitete Neuauflage 1994.
- als Hrsg.: Albrecht Dürer – Kunst im Aufbruch. Vorträge der Kunstwissenschaftlichen Tagung zum 500. Geburtstag von Albrecht Dürer an der Karl-Marx-Universität Leipzig, 31. Mai bis 3. Juni 1971, Karl-Marx-Universität Leipzig, Leipzig 1972.
- mit Elvira Pradel: Albrecht Dürer. Schriften und Briefe (Reclams Universal-Bibliothek 26), Reclam-Verlag, Leipzig 1978; 6. veränderte Aufl. 1993; Verlag Das Europäische Buch, Berlin (West) 1984.
- Leonardo da Vinci, Seemann-Verlag, 1980, 2. Auflage 1998; Verlag Vollmer, München/Wiesbaden, 1981.
- Die Welt der gotischen Kathedrale, Union-Verlag, Berlin 1981.
- als Hrsg.: Geschichte der deutschen Kunst 1350-1470, Seemann-Verlag, Leipzig 1981.
- als Hrsg.: Kunst und Reformation, Seemann-Verlag, Leipzig 1982, 2. Aufl. 1983.
- als Hrsg.: Raffael, Seemann-Verlag, Leipzig 1983, 3. Aufl. 1997.
- als Hrsg.: Von der Macht der Bilder. Beiträge des CIHA-Kolloquiums „Kunst und Reformation“ vom 6.–11. September 1982 in Eisenach, Seemann-Verlag, Leipzig 1983.
- als Hrsg.: Geschichte der deutschen Kunst 1470-1550. Architektur und Plastik, Seemann-Verlag, Leipzig 1984.
- Reformation and Iconoclasm. In: Browne, Ray [Ed.]: Journal of Popular Culture, Vol. 18 (1984) No. 3, p. 101–123.
- als Hrsg.: Geschichte der deutschen Kunst 1470-1550. Malerei, Graphik, Kunsthandwerk, Seemann-Verlag, Leipzig 1985.
- Von der Macht der Bilder – Kunst und Reformation (Sitzungsberichte der SAW zu Leipzig, Philologisch-Historische Klasse, Bd. 126, H. 2), Akademie-Verlag, Berlin 1985.
- Von der Romantik zum Historismus. Architektur – Stil und Bedeutung, Seemann-Verlag, Leipzig 1987 (Aufsätze).
- als Mithrsg.: Lexikon der Renaissance, Bibliographisches Institut, Leipzig 1989.
- als Hrsg.: Der Magdeburger Dom. Ottonische Gründung und staufischer Neubau, Symposium vom 7.–11. Oktober 1986 in Magdeburg ausgerichtet vom Lehrstuhl für Kunstgeschichte der Karl-Marx-Universität Leipzig (Schriftenreihe der Kommission für Niedersächsische Bau- und Kunstgeschichte bei der Braunschweigischen Wissenschaftlichen Gesellschaft, Bd. 5.), Seemann-Verlag, Leipzig 1989.
- Das Münchener Leonardo-Fragment und der Hauptaltar der SS. Annunziata in Florenz (Sitzungsberichte der SAW zu Leipzig, Philologisch-Historische Klasse, Bd. 130, H. 1), Akademie-Verlag, Berlin 1990.
- mit Frank-Bernhard Müller: Bibliographie zur Kunstgeschichte in Sachsen 1955-1997 (Abhandlungen der SAW zu Leipzig, Philologisch-Historische Klasse, Bd. 77), Hirzel-Verlag, Stuttgart/Leipzig 2000.